# Carlo Borwin di Meclemburgo-Strelitz
Carlo Borwin di Meclemburgo-Strelitz (Neustrelitz, 10 ottobre 1888 – Metz, 24 agosto 1908) fu principe della casata di Meclemburgo-Strelitz e fratello dell'ultimo granduca, Adolfo Federico VI.

## Biografia
Carlo Borwin nacque a Neustrelitz, ultimo figlio di Adolfo Federico V di Meclemburgo-Strelitz e di sua moglie, la principessa Elisabetta di Anhalt (1857-1933). Il suo secondo nome, Borwin, gli venne assegnato al momento del battesimo in ricordo di un suo antenato del XIII, Enrico Borwin di Meclemburgo. Egli crebbe col fratello e le sorelle Maria e Jutta al castello di Neustrelitz per poi frequentare l'accademia militare e divenire tenente nel 24º reggimento di fanteria "Holstein" la cui guarnigione era di stanza a Rostock.

### La morte
La sorella più grande di Carlo Borwins, Marie, sposò morganaticamente Georg Maurice Jametel (1859−1944) nel 1899. Nei primi anni del loro matrimonio, la coppia visse alternativamente tra Londra e Saint-Germain-en-Laye oltre a recarsi sovente all'Île-de-France, per poi vivere separati dal 1906 senza che avesse mai luogo un divorzio ufficiale. Fu a questo punto che Georg Jametel iniziò una storia d'amore pubblica con la principessa francese Maria Eulalia di Borbone-Montpensier e per questo la moglie Maria nel 1908 chiese ufficialmente il divorzio dal marito.
Dopo una serie di battibecchi tra i suoi compagni d'arme all'accademia di Metz ove si trovava a stazionare, Carlo Borwin decise di battersi a duello per salvaguardare l'onore della propria casata e venne ferito mortalmente il 24 agosto 1908. Il 31 agosto di quello stesso anno la salma del diciannovenne principe di Meclemburgo-Strelitz venne riportata in patria per essere sepolta. La morte di Carlo Borwin acuì profondamente i già numerosi problemi dinastici della casara di Meclemburgo-Strelitz aumentando ulteriormente la pressione sul ruolo di Adolfo Federico, non ancora sposatosi, e che dal 1914 otterrà il trono paterno per poi suicidarsi col finire della grande guerra.
In memoria del principe Carlo Borwin, nel 1910, sua madre realizzò una fondazione per opere caritatevoli rivolta agli orfani col nome di Borwinheim.

## Ascendenza
|                                            |                              |                                           | Genitori                          |  |  | Nonni |  |  | Bisnonni                        |  |  | Trisnonni                        |  |
|                                            |                              |                                           |                                   |  |  |       |  |  | Giorgio di Meclemburgo-Strelitz |  |  | Carlo II di Meclemburgo-Strelitz |  |
|                                            |                              |                                           |                                   |  |  |       |  |  | Giorgio di Meclemburgo-Strelitz |  |  | Carlo II di Meclemburgo-Strelitz |  |
|                                            |                              | Federica Carolina Luisa d'Assia-Darmstadt |                                   |  |  |       |  |  | Giorgio di Meclemburgo-Strelitz |  |  |                                  |  |
| Federico Guglielmo di Meclemburgo-Strelitz |                              |                                           |                                   |  |  |       |  |  | Giorgio di Meclemburgo-Strelitz |  |  |                                  |  |
|                                            |                              | Maria di Assia-Kassel                     | Federico d'Assia-Kassel           |  |  |       |  |  |                                 |  |  |                                  |  |
|                                            |                              | Maria di Assia-Kassel                     | Federico d'Assia-Kassel           |  |  |       |  |  |                                 |  |  |                                  |  |
|                                            |                              | Maria di Assia-Kassel                     | Carolina di Nassau-Usingen        |  |  |       |  |  |                                 |  |  |                                  |  |
| Adolfo Federico V di Meclemburgo-Strelitz  |                              | Maria di Assia-Kassel                     |                                   |  |  |       |  |  |                                 |  |  |                                  |  |
|                                            |                              | Adolfo di Hannover                        | Giorgio III del Regno Unito       |  |  |       |  |  |                                 |  |  |                                  |  |
|                                            |                              | Adolfo di Hannover                        | Giorgio III del Regno Unito       |  |  |       |  |  |                                 |  |  |                                  |  |
|                                            |                              | Adolfo di Hannover                        | Carlotta di Meclemburgo-Strelitz  |  |  |       |  |  |                                 |  |  |                                  |  |
| Augusta di Hannover                        |                              | Adolfo di Hannover                        |                                   |  |  |       |  |  |                                 |  |  |                                  |  |
|                                            |                              | Augusta di Assia-Kassel                   | Federico d'Assia-Kassel           |  |  |       |  |  |                                 |  |  |                                  |  |
|                                            |                              | Augusta di Assia-Kassel                   | Federico d'Assia-Kassel           |  |  |       |  |  |                                 |  |  |                                  |  |
|                                            |                              | Augusta di Assia-Kassel                   | Carolina di Nassau-Usingen        |  |  |       |  |  |                                 |  |  |                                  |  |
| Carlo Borwin di Meclemburgo-Strelitz       |                              | Augusta di Assia-Kassel                   |                                   |  |  |       |  |  |                                 |  |  |                                  |  |
|                                            | Leopoldo IV di Anhalt-Dessau | Federico di Anhalt-Dessau                 |                                   |  |  |       |  |  |                                 |  |  |                                  |  |
|                                            | Leopoldo IV di Anhalt-Dessau | Federico di Anhalt-Dessau                 |                                   |  |  |       |  |  |                                 |  |  |                                  |  |
|                                            | Leopoldo IV di Anhalt-Dessau | Amalia d'Assia-Homburg                    |                                   |  |  |       |  |  |                                 |  |  |                                  |  |
| Federico I di Anhalt                       | Leopoldo IV di Anhalt-Dessau |                                           |                                   |  |  |       |  |  |                                 |  |  |                                  |  |
|                                            |                              | Federica Guglielmina di Prussia           | Luigi di Prussia                  |  |  |       |  |  |                                 |  |  |                                  |  |
|                                            |                              | Federica Guglielmina di Prussia           | Luigi di Prussia                  |  |  |       |  |  |                                 |  |  |                                  |  |
|                                            |                              | Federica Guglielmina di Prussia           | Federica di Meclemburgo-Strelitz  |  |  |       |  |  |                                 |  |  |                                  |  |
| Elisabetta di Anhalt                       |                              | Federica Guglielmina di Prussia           |                                   |  |  |       |  |  |                                 |  |  |                                  |  |
|                                            |                              | Edoardo di Sassonia-Altenburg             | Federico di Sassonia-Altenburg    |  |  |       |  |  |                                 |  |  |                                  |  |
|                                            |                              | Edoardo di Sassonia-Altenburg             | Federico di Sassonia-Altenburg    |  |  |       |  |  |                                 |  |  |                                  |  |
|                                            |                              | Edoardo di Sassonia-Altenburg             | Carlotta di Meclemburgo-Strelitz  |  |  |       |  |  |                                 |  |  |                                  |  |
| Antonietta di Sassonia-Altenburg           |                              | Edoardo di Sassonia-Altenburg             |                                   |  |  |       |  |  |                                 |  |  |                                  |  |
|                                            |                              | Amalia di Hohenzollern-Sigmaringen        | Carlo di Hohenzollern-Sigmaringen |  |  |       |  |  |                                 |  |  |                                  |  |
|                                            |                              | Amalia di Hohenzollern-Sigmaringen        | Carlo di Hohenzollern-Sigmaringen |  |  |       |  |  |                                 |  |  |                                  |  |
|                                            |                              | Amalia di Hohenzollern-Sigmaringen        | Maria Antonietta Murat            |  |  |       |  |  |                                 |  |  |                                  |  |
|                                            |                              | Amalia di Hohenzollern-Sigmaringen        |                                   |  |  |       |  |  |                                 |  |  |                                  |  |